# Noaillac
Cet article possède un paronyme, voir Noailhac.
Noaillac (Noalhac en gascon) est une commune du Sud-Ouest de la France, située dans le département de la Gironde (région Nouvelle-Aquitaine).

## Géographie

### Localisation
Située aux confins du département, entre la Garonne et l'autoroute A62, la commune de Noaillac se trouve à 68 km au sud-est de Bordeaux, chef-lieu du département, à 22 km à l'est de Langon, chef-lieu d'arrondissement et à 9,5 km au sud de La Réole, ancien chef-lieu de canton.

### Communes limitrophes
Les communes limitrophes en sont Hure au nord, Meilhan-sur-Garonne au nord-est, Saint-Sauveur-de-Meilhan à l'est (ces deux communes étant Lot-et-Garonnaises), Aillas au sud et sud-ouest, Loupiac-de-la-Réole au nord-ouest et Fontet au nord-nord-ouest.
| Fontet Loupiac-de-la-Réole | Hure     | Meilhan-sur-Garonne (Lot-et-Garonne)      |
|                            | Noaillac | Saint-Sauveur-de-Meilhan (Lot-et-Garonne) |
| Aillas                     |          |                                           |

### Hydrographie
Le Lisos affluent de la Garonne sert de frontière naturelle avec les communes de Meilhan-sur-Garonne et de Saint-Sauveur-de-Meilhan à l'est.

### Climat
Pour des articles plus généraux, voir Climat de la Nouvelle-Aquitaine et Climat de la Gironde.
Historiquement, la commune est exposée à un climat océanique aquitain.  
En 2020, Météo-France publie une typologie des climats de la France métropolitaine dans laquelle la commune est exposée à un climat océanique et est dans la région climatique  Aquitaine, Gascogne, caractérisée par une pluviométrie abondante au printemps, modérée en automne, un faible ensoleillement au printemps, un été chaud (19,5 °C), des vents faibles, des brouillards fréquents en automne et en hiver et des orages fréquents en été (15 à 20 jours).
Pour la période 1971-2000, la température annuelle moyenne est de 13,1 °C, avec une amplitude thermique annuelle de 14,3 °C. Le cumul annuel moyen de précipitations est de 848 mm, avec 11,6 jours de précipitations en janvier et 6,8 jours en juillet. Pour la période 1991-2020, la température moyenne annuelle observée sur la station météorologique la plus proche, située à Cazats à 16 km à vol d'oiseau, est de 13,7 °C et le cumul annuel moyen de précipitations est de 825,5 mm,. Pour l'avenir, les paramètres climatiques de la commune estimés pour 2050 selon différents scénarios d’émission de gaz à effet de serre sont consultables sur un site dédié publié par Météo-France en novembre 2022.

## Urbanisme

### Typologie
Au 1er janvier 2024, Noaillac est catégorisée commune rurale à habitat dispersé, selon la nouvelle grille communale de densité à sept niveaux définie par l'Insee en 2022.
Elle est située hors unité urbaine et hors attraction des villes,.

### Occupation des sols

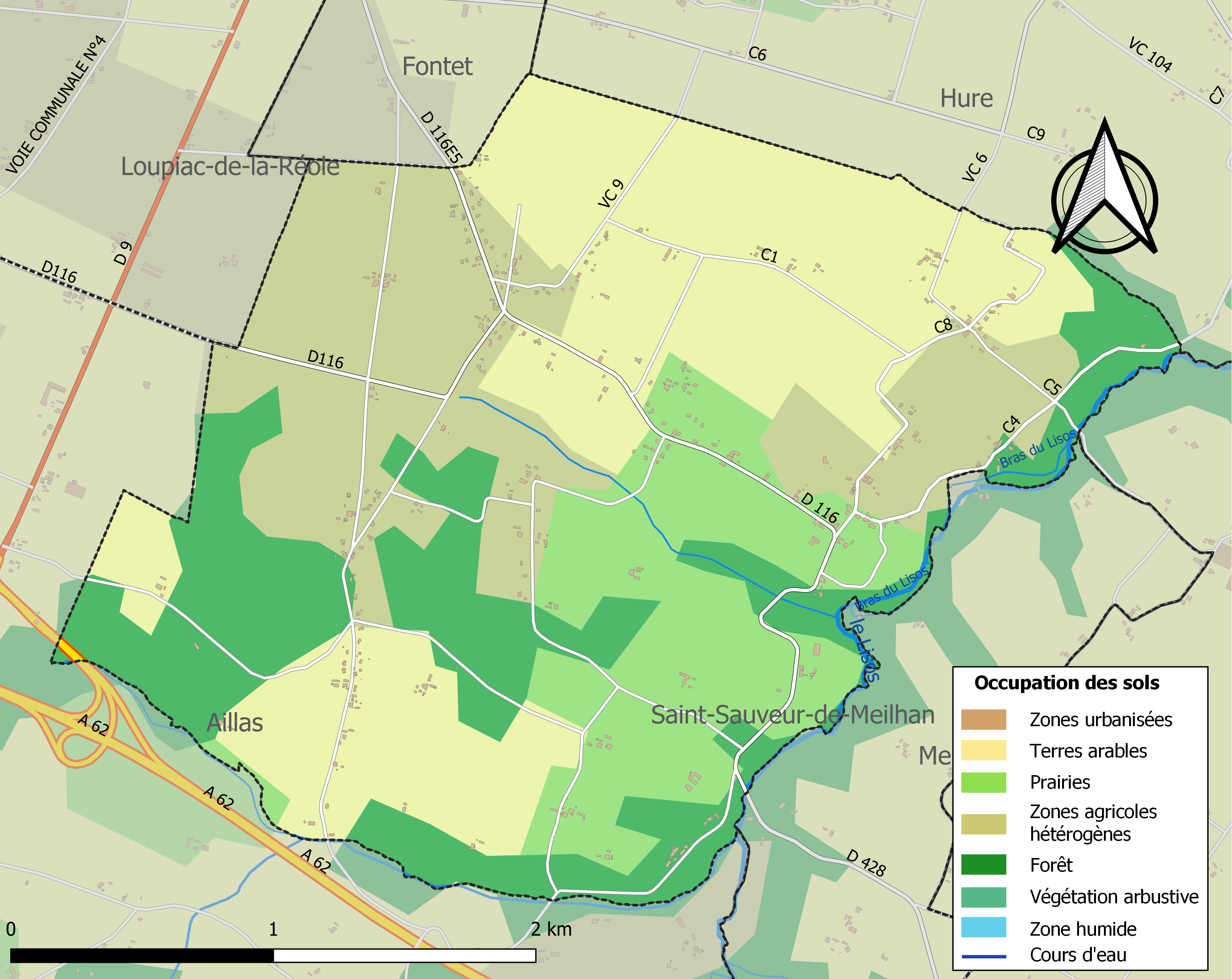
Carte des infrastructures et de l'occupation des sols de la commune en 2018 (CLC).

L'occupation des sols de la commune, telle qu'elle ressort de la base de données européenne d’occupation biophysique des sols Corine Land Cover (CLC), est marquée par l'importance des territoires agricoles (77,1 % en 2018), une proportion identique à celle de 1990 (77,1 %). La répartition détaillée en 2018 est la suivante : 
terres arables (34,3 %), zones agricoles hétérogènes (24,8 %), forêts (22,9 %), prairies (18,1 %). L'évolution de l’occupation des sols de la commune et de ses infrastructures peut être observée sur les différentes représentations cartographiques du territoire : la carte de Cassini (XVIIIe siècle), la carte d'état-major (1820-1866) et les cartes ou photos aériennes de l'IGN pour la période actuelle (1950 à aujourd'hui).

### Voies de communication et transports
La principale voie de communication qui traverse la commune est la route départementale D 116 qui mène à Pondaurat vers l'ouest et à Saint-Sauveur-de-Meilhan, dans le département voisin, vers l'est.

L'accès à l'autoroute A62 (Bordeaux-Toulouse) se fait à la « sortie »  4 La Réole distante du bourg de 4,5 km vers l'ouest.

L'accès  1 Bazas à l'autoroute A65 (Langon-Pau) qui traverse l'ouest du territoire communal, se situe à 25 km vers le sud-ouest.
La gare SNCF la plus proche est celle, distante d'environ 10 km vers le nord, de La Réole sur la Bordeaux-Sète du TER Nouvelle-Aquitaine.

### Risques majeurs
Le territoire de la commune de Noaillac est vulnérable à différents aléas naturels : météorologiques (tempête, orage, neige, grand froid, canicule ou sécheresse), inondations, mouvements de terrains et séisme (sismicité très faible). Un site publié par le BRGM permet d'évaluer simplement et rapidement les risques d'un bien localisé soit par son adresse soit par le numéro de sa parcelle.
La commune a été reconnue en état de catastrophe naturelle au titre des dommages causés par les inondations et coulées de boue survenues en 1982, 1999 et 2009,.
Les mouvements de terrains susceptibles de se produire sur le territoire de la commune sont des éboulements, chutes de pierres et de blocs.

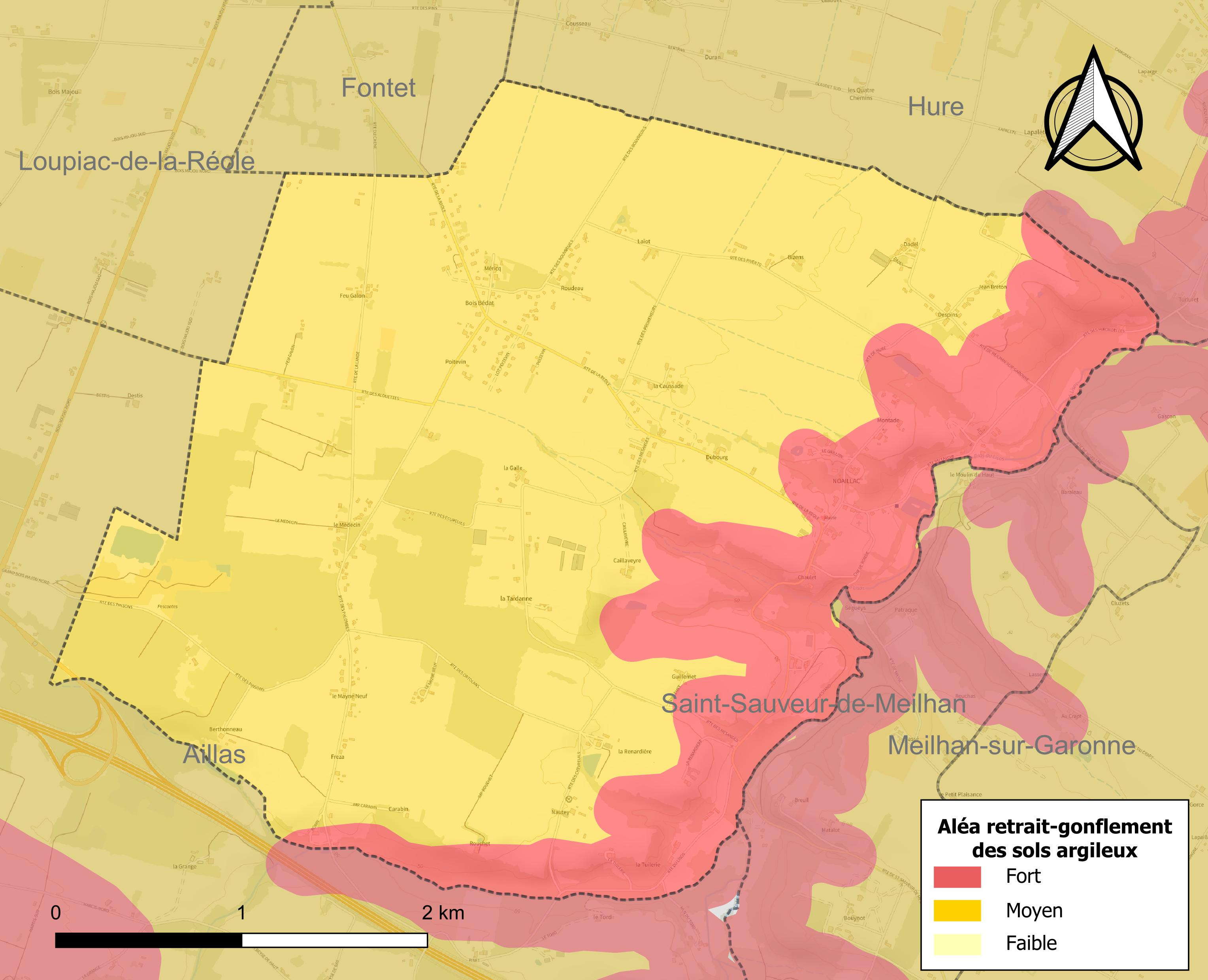
Carte des zones d'aléa retrait-gonflement des sols argileux de Noaillac.

Le retrait-gonflement des sols argileux est susceptible d'engendrer des dommages importants aux bâtiments en cas d’alternance de périodes de sécheresse et de pluie. La totalité de la commune est en aléa moyen ou fort (67,4 % au niveau départemental et 48,5 % au niveau national). Sur les 205 bâtiments dénombrés sur le territoire de la commune en 2019, 205 sont en aléa moyen ou fort, soit 100 %, à comparer aux 84 % au niveau départemental et 54 % au niveau national. Une cartographie de l'exposition du territoire national au retrait gonflement des sols argileux est disponible sur le site du BRGM,.
Par ailleurs, afin de mieux appréhender le risque d’affaissement de terrain, l'inventaire national des cavités souterraines permet de localiser celles situées sur le territoire de la commune.
Concernant les mouvements de terrains, la commune a été reconnue en état de catastrophe naturelle au titre des dommages causés par la sécheresse en 2015 et par des mouvements de terrain en 1999.

## Histoire
À la Révolution, la paroisse Saint-Jean de Noaillac forme la commune de Noaillac.

## Politique et administration
| Période                                  | Période  | Identité         | Étiquette | Qualité     |
| ---------------------------------------- | -------- | ---------------- | --------- | ----------- |
| avant 1995                               | ?        | Jean Despujols   |           |             |
| mars 2008                                | 2020     | Gilbert Alaminos |           | Agriculteur |
| 2020                                     | En cours | Christine Lebon  |           |             |
| Les données manquantes sont à compléter. |          |                  |           |             |

### Communauté de communes
Le 1er janvier 2014, la communauté de communes du Réolais ayant été supprimée, la commune de Noaillac s'est retrouvée intégrée à la communauté de communes du Réolais en Sud Gironde siégeant à La Réole.

## Démographie
L'évolution du nombre d'habitants est connue à travers les recensements de la population effectués dans la commune depuis 1793. Pour les communes de moins de 10 000 habitants, une enquête de recensement portant sur toute la population est réalisée tous les cinq ans, les populations de référence des années intermédiaires étant quant à elles estimées par interpolation ou extrapolation. Pour la commune, le premier recensement exhaustif entrant dans le cadre du nouveau dispositif a été réalisé en 2004.

En 2022, la commune comptait 559 habitants, en évolution de +24,78 % par rapport à 2016 (Gironde : +6,91 %, France hors Mayotte : +2,11 %).
| 1793 | 1800 | 1806 | 1821 | 1831 | 1836 | 1841 | 1846 | 1851 |
| ---- | ---- | ---- | ---- | ---- | ---- | ---- | ---- | ---- |
| 416  | 366  | 386  | 409  | 467  | 438  | 468  | 497  | 503  |

| 1856 | 1861 | 1866 | 1872 | 1876 | 1881 | 1886 | 1891 | 1896 |
| ---- | ---- | ---- | ---- | ---- | ---- | ---- | ---- | ---- |
| 486  | 451  | 463  | 439  | 454  | 439  | 453  | 442  | 432  |

| 1901 | 1906 | 1911 | 1921 | 1926 | 1931 | 1936 | 1946 | 1954 |
| ---- | ---- | ---- | ---- | ---- | ---- | ---- | ---- | ---- |
| 440  | 467  | 428  | 387  | 393  | 382  | 425  | 399  | 386  |

| 1962 | 1968 | 1975 | 1982 | 1990 | 1999 | 2004 | 2006 | 2009 |
| ---- | ---- | ---- | ---- | ---- | ---- | ---- | ---- | ---- |
| 352  | 307  | 267  | 233  | 252  | 291  | 331  | 384  | 386  |

| 2014 | 2019 | 2022 | - | - | - | - | - | - |
| ---- | ---- | ---- | - | - | - | - | - | - |
| 427  | 501  | 559  | - | - | - | - | - | - |

## Lieux et monuments
- Reposoir de Noaillac : À l'entrée dans le bourg, presque en face de la mairie, se trouve un « reposoir », petit édifice qu'on élevait autrefois sur le bord des grandes routes pour offrir un abri aux voyageurs, à la fois lieu de halte et oratoire ; l'autel en est protégé et inscrit aux monuments historiques depuis 1925[26].
- L'église Saint-Jean date du XVIe siècle et abrite un autel avec retables et une cloche du XVIIe siècle qui ne sont pas protégés mais inscrits à l'inventaire[27]. Les images des retables sont disponibles sur la base Mémoire[28].

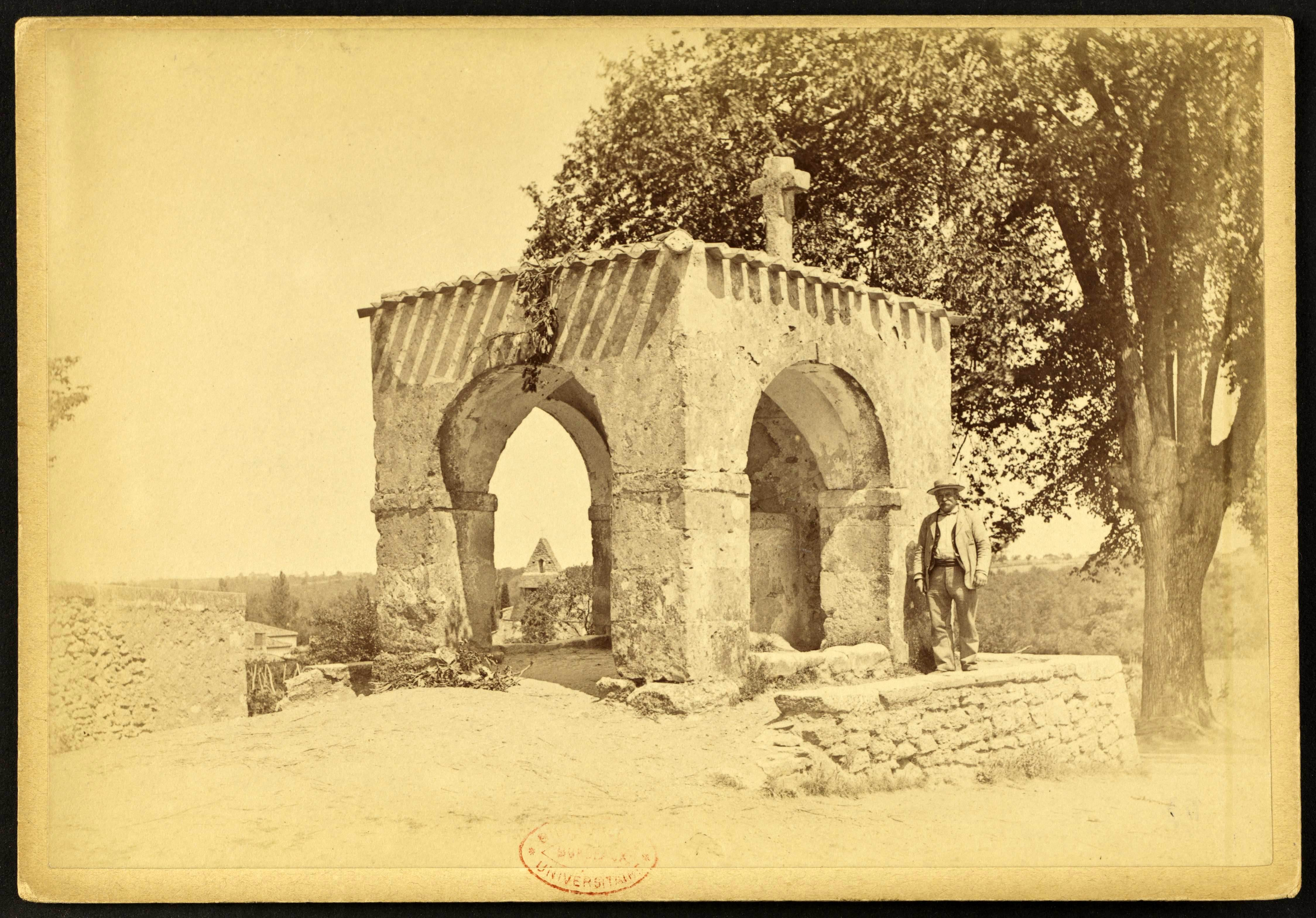
Reposoir (Jean-Auguste Brutails 1900)
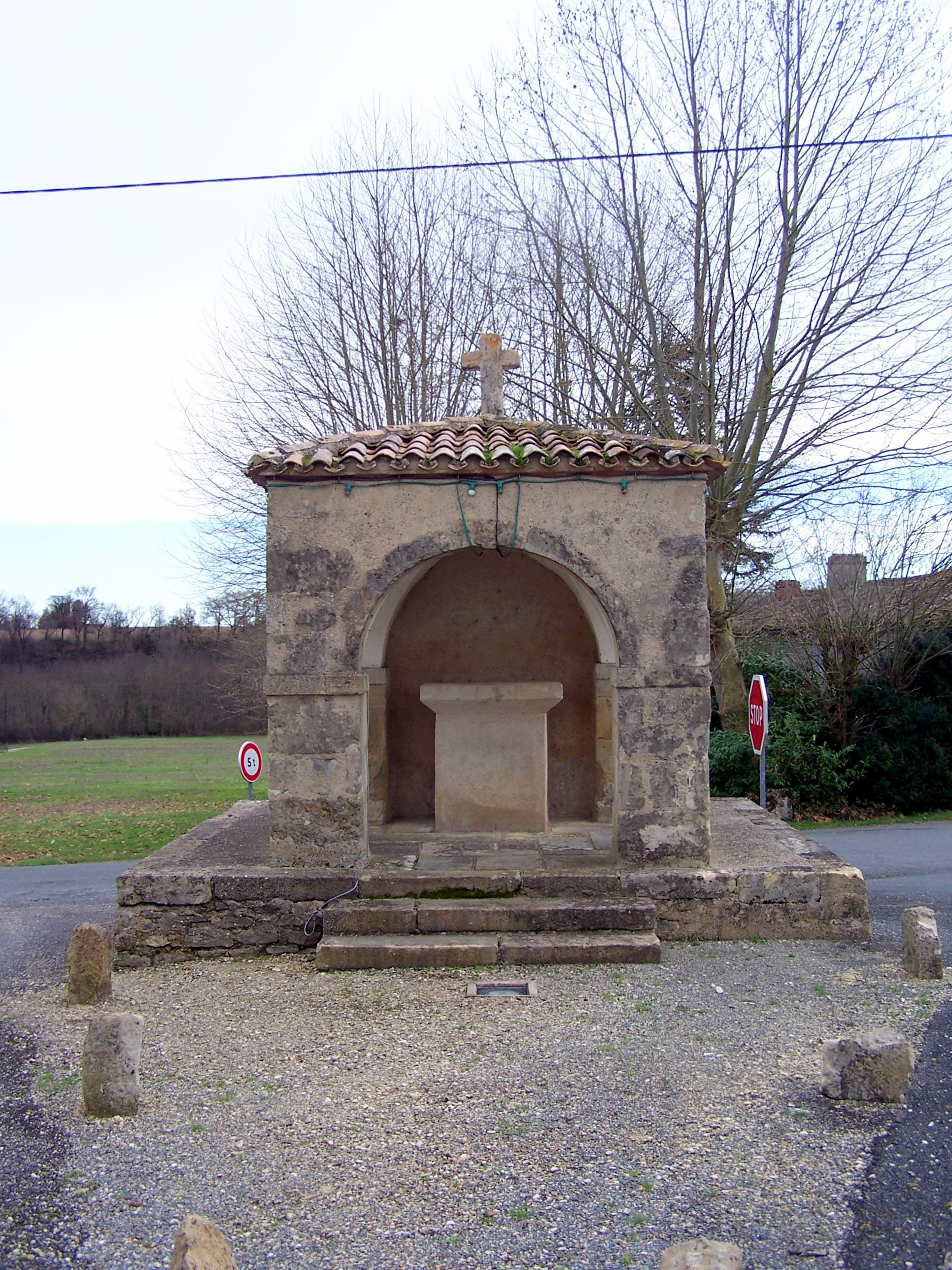
Le reposoir à l'entrée du village (déc. 2009)
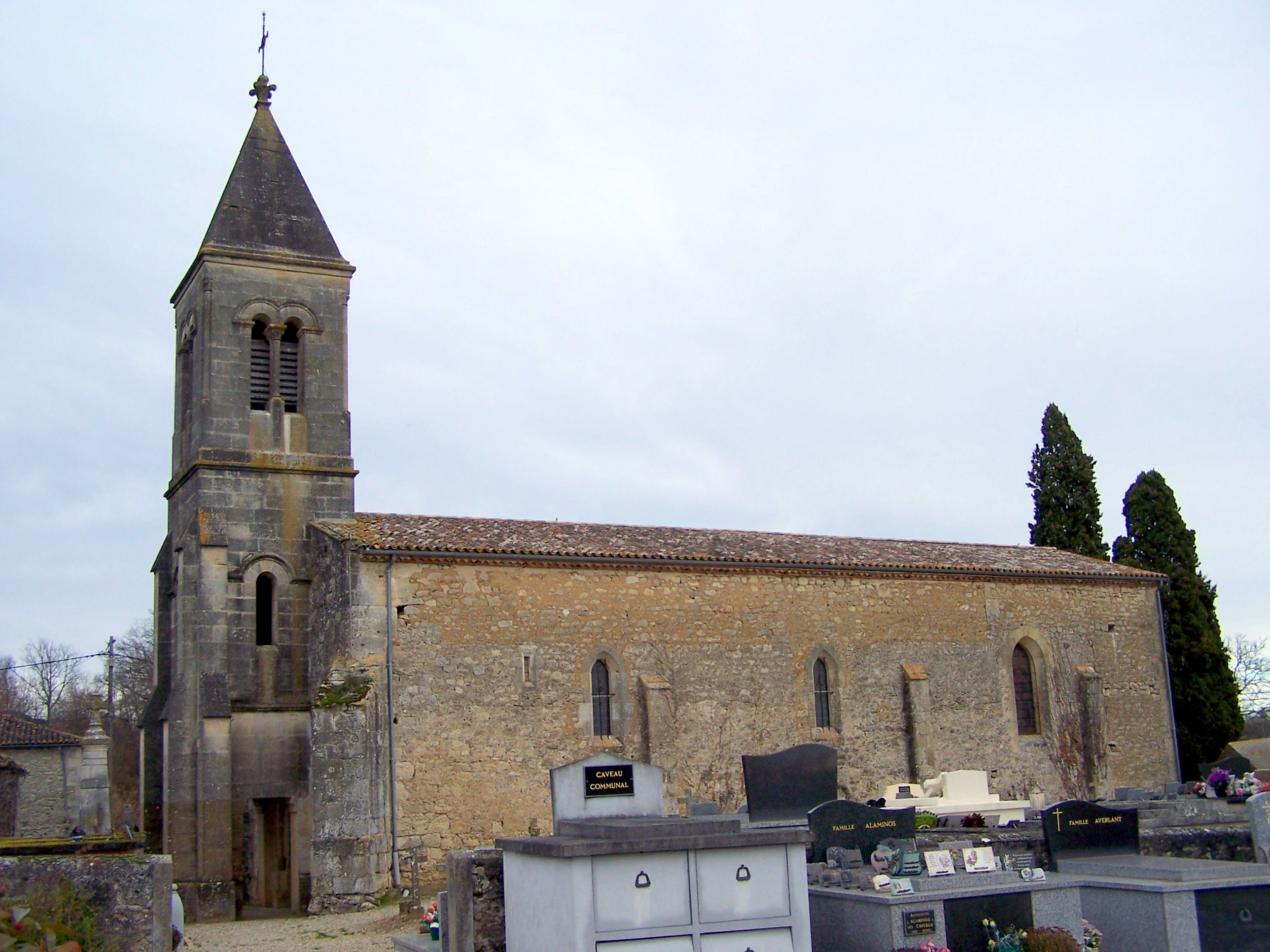
L'église Saint-Jean (déc. 2009)
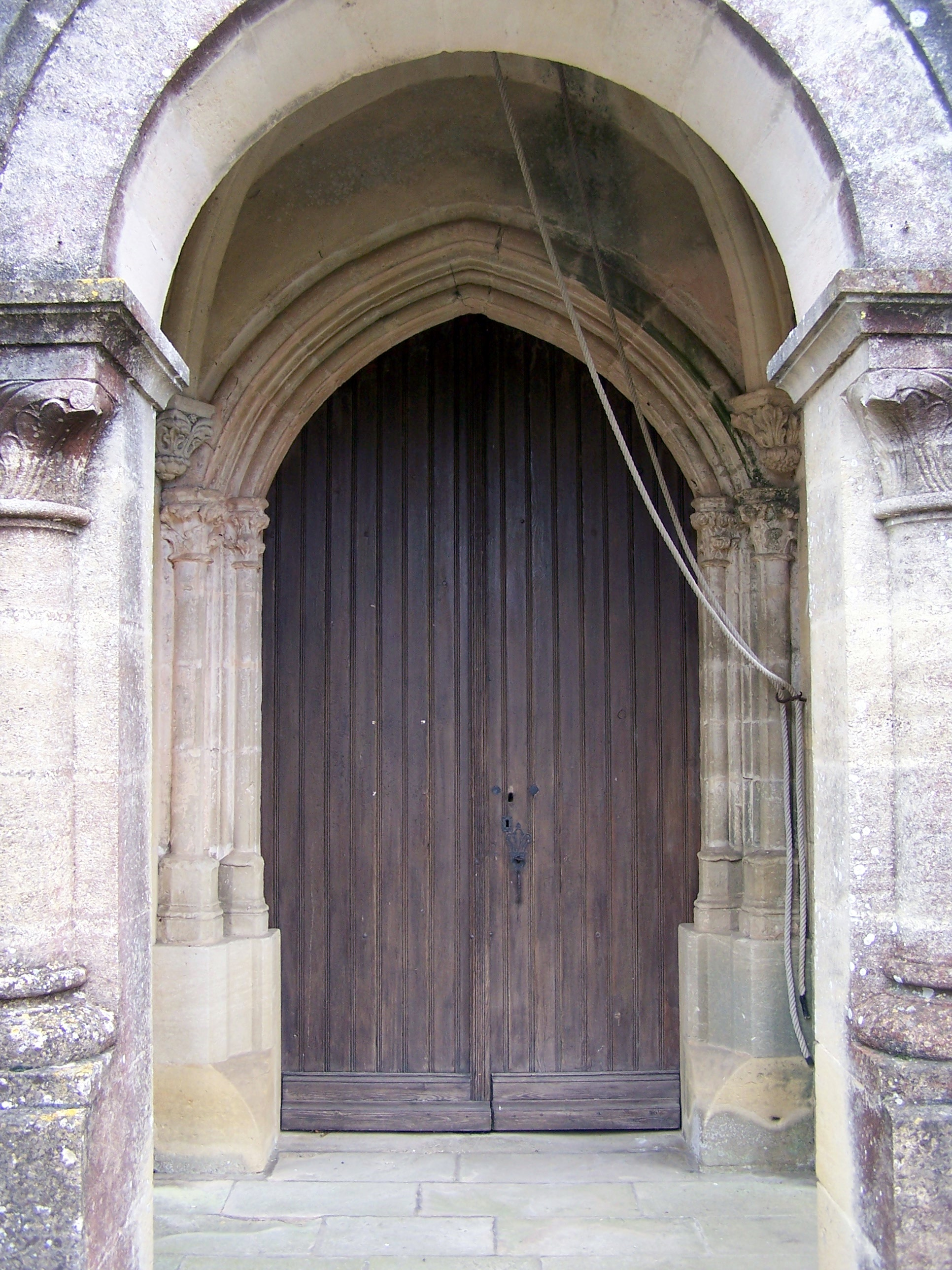
Le porche et le portail de l'église (déc. 2009)
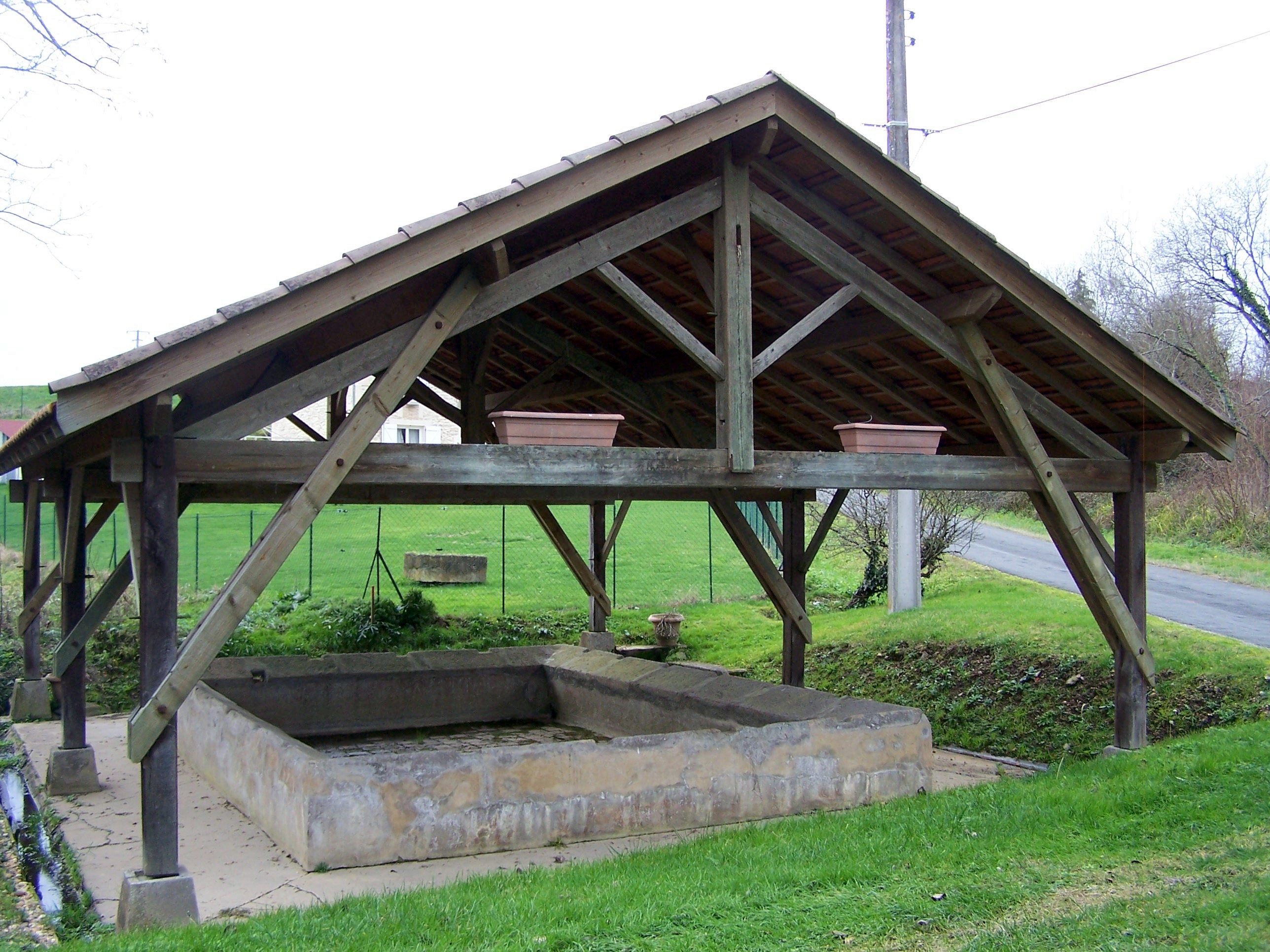
Le lavoir (déc. 2009)
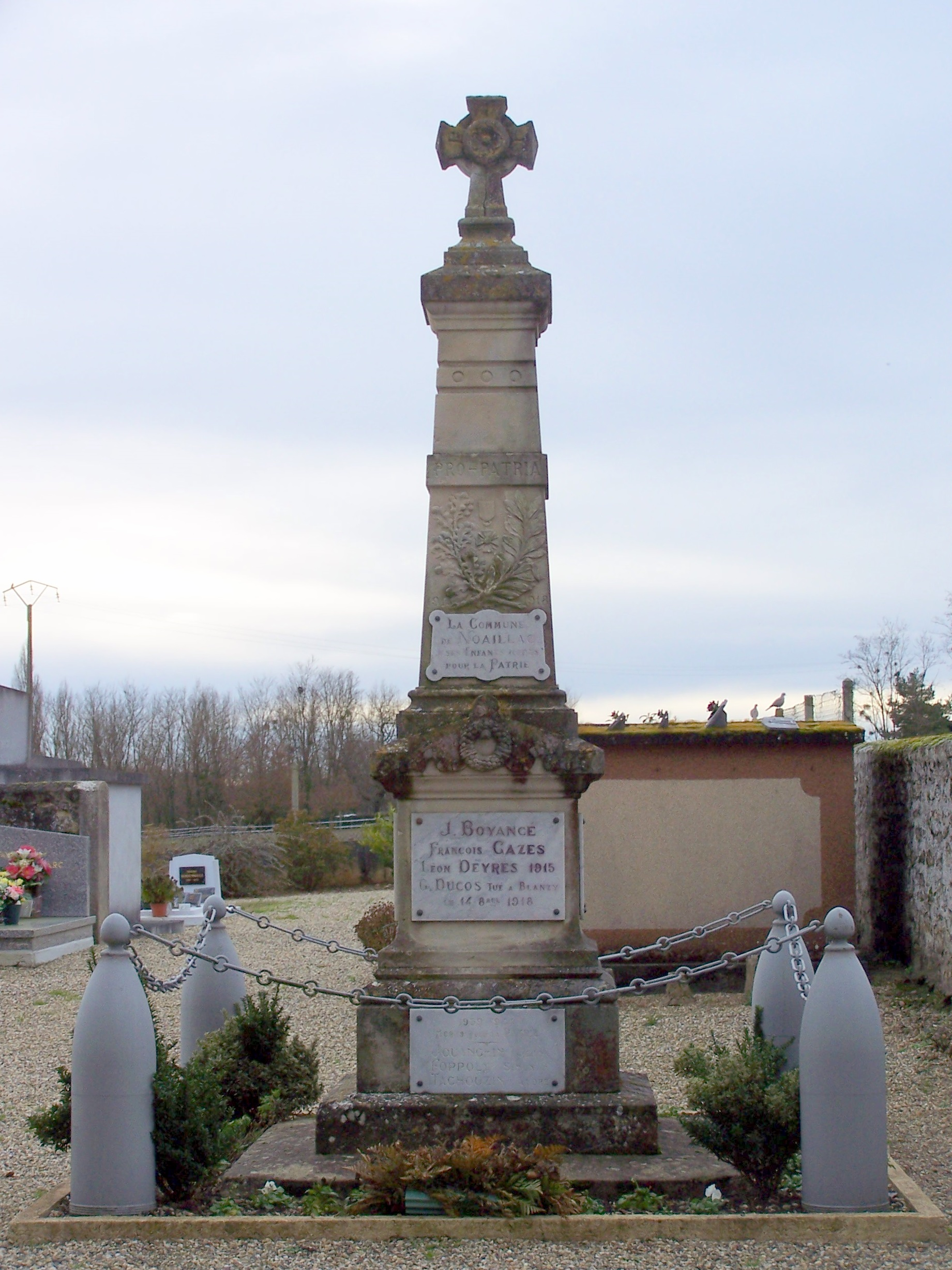
Le monument aux morts près de l'église (déc. 2009)